# عرب أباد (تشناران)
عرب‌ أباد (بالفارسية: عرب‌آباد) هي مستوطنة تقع في قسم تشناران الريفي (مقاطعة تشناران) في إيران.